# جایزه گرمی لاتین
جایزه گرمی لاتین (اسپانیایی: Premios Grammy Latinos‎; انگلیسی: Latin Grammy Award) جایزه‌ای است که همه ساله توسط «آکادمی علوم و هنر ضبط (موسیقی) لاتین» به آثار برجستهٔ «صنعت موسیقی لاتین» اهدا می‌شود. این جایزه به هرگونه موسیقی که به زبان‌های اسپانیولی یا پرتقالی در سرتاسر دنیا تولید شده باشد، تعلق می‌گیرد و مراسم اهدای آن در ایالات متحده آمریکا برگزار می‌شود. «جایزه گرمی» و «جایزه گرمی لاتین»، هر دو، فرایندِ نامزدی و رأی‌دهی یکسانی دارند.
نخستین مراسم اهدای این جوایز در ۱۳ سپتامبر ۲۰۰۰ میلادی، در استیپلز سنتر شهر لس آنجلس برگزار شد و شبکهٔ تلویزیونی سی‌بی‌اس آن را پخش کرد و اولین «برنامهٔ اسپانیولی‌زبانِ ساعات پُربیننده» بود که در یک کانالِ انگلیسی‌زبان آمریکایی پخش شد. ۱۶مین دورهٔ این مراسم در ۹ نوامبر ۲۰۱۵ میلادی در «سالن گرند گاردن متروگلدن‌مایر» در شهر لاس وگاس برگزار شد.
در حال حاضر، این رویداد هنری در ایالات متحده آمریکا توسط شبکهٔ تلویزیونی یونیویژن پخش می‌شود. در سال ۲۰۱۳ میلادی، ۹٫۸ میلیون نفر، این برنامه را در کانال یونیویژن تماشا کردند و آن شب، یونیویژن جزء سه کانالِ پربینندهٔ ایالات متحده آمریکا قرار گرفت.